# Begonia venosa
Espèce
Begonia venosa est une espèce de plantes de la famille des Begoniaceae. Ce bégonia est originaire du Brésil. L'espèce fait partie de la section Begonia. Elle a été décrite en 1898 par Joseph Dalton Hooker (1817-1911) à la suite des travaux de Sidney Alfred Skan (1870-1939). L'épithète spécifique venosa signifie « aux nombreuses veines ».

## Description
Begonia venosa est un bégonia arbustif avec des feuilles charnues et tapissées de poils blancs. Les tiges sont recouvertes de stipules veinés et les fleurs blanches sont parfumées.
Ce bégonia demande plus de chaleur et de lumière que les autres espèces.

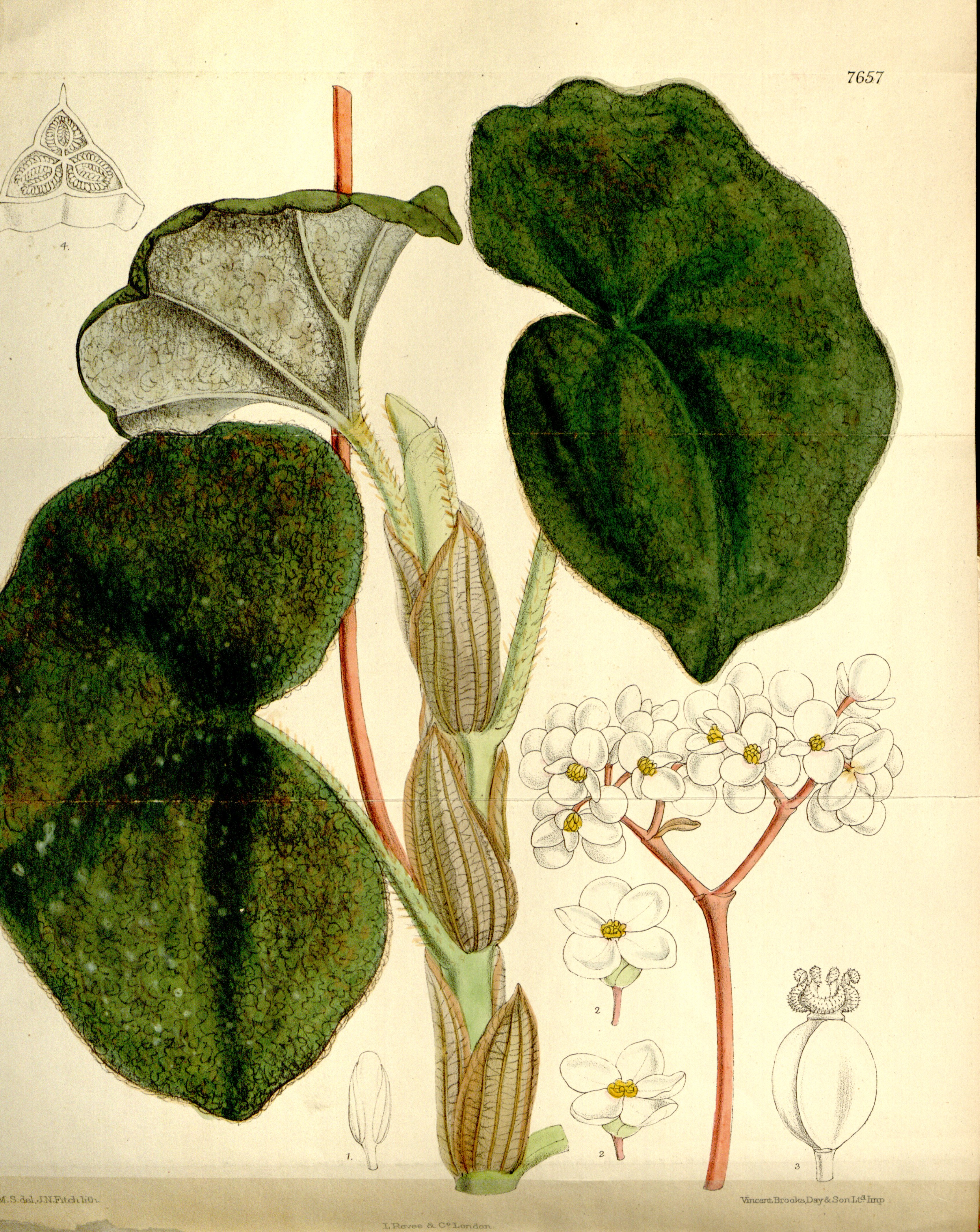
Planche botanique de 1899
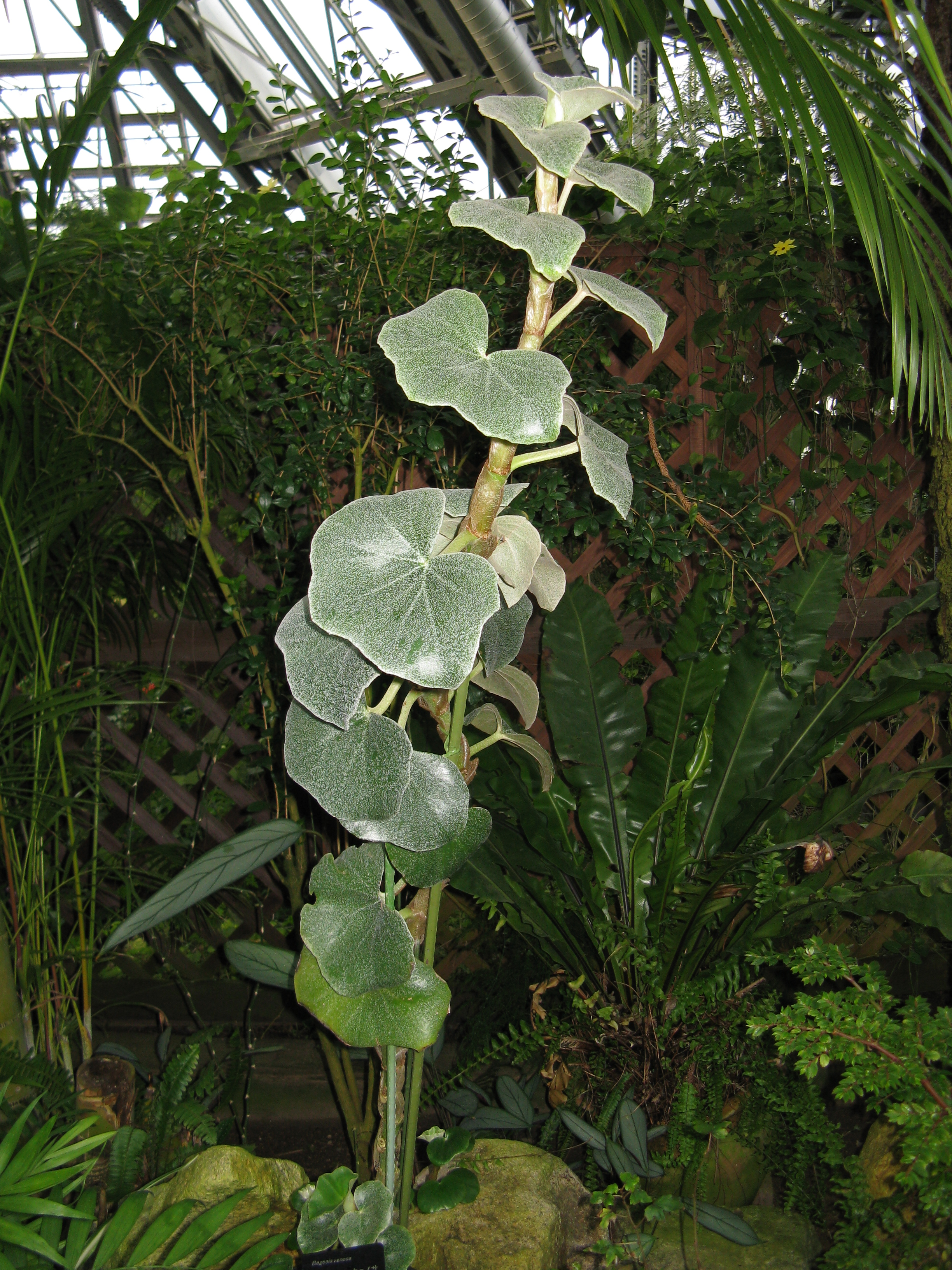
Une tige
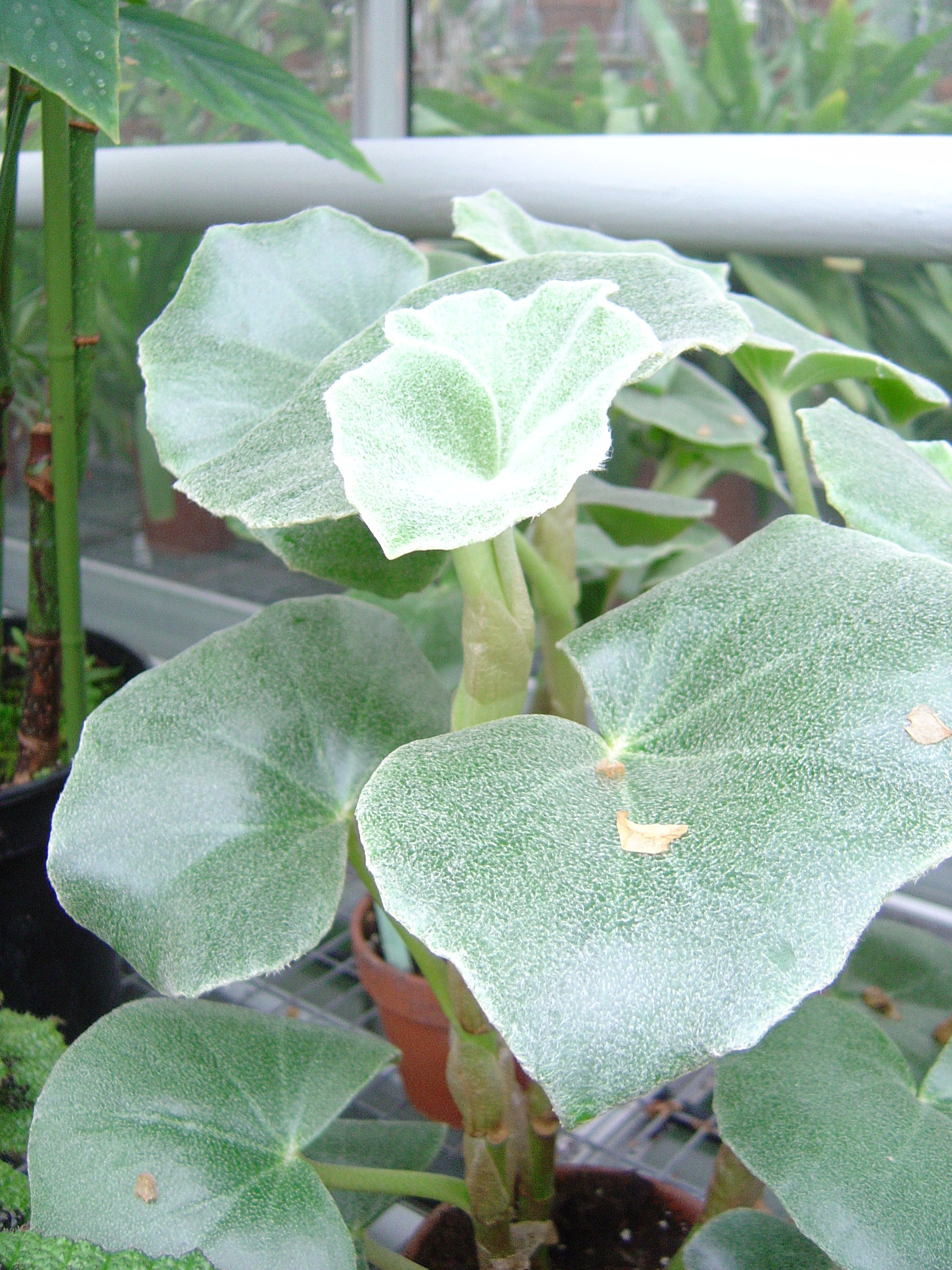
Feuillage
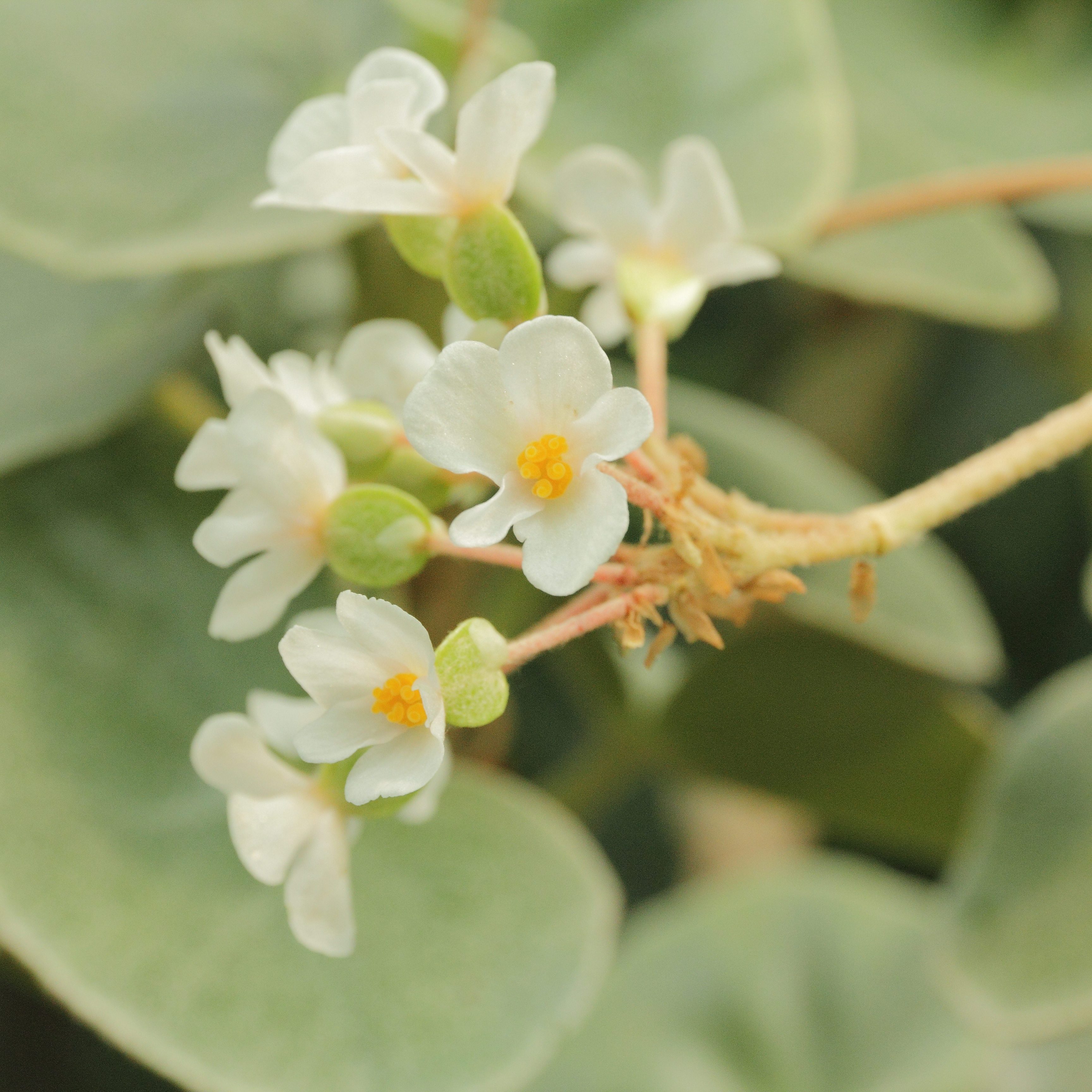
Inflorescence

## Répartition géographique
Cette espèce est originaire du Brésil.